# Huidong, Huizhou
Huidong är ett härad i Huizhous stad på prefekturnivå i provinsen Guangdong i sydöstra Kina. 
Huidong är indelat i två stadsdelsdistirkt och tolv köpingar.
Stadsdelsdistrikt (jiedao):

- Daling (大岭街道)
- Pingshan (平山街道)

Köpingar (zhen):

- Andun (安墩镇)
- Baihua (白花镇)
- Baipenzhu (白盆珠镇)
- Baokou (宝口镇)
- Duozhu (多祝镇)
- Gaotan (高潭镇)
- Huangbu (黄埠镇)
- Jilong (吉隆镇)
- Lianghua (梁化镇)
- Pinghai (平海镇)
- Renshan (稔山镇)
- Tieyong (铁涌镇)